# Land of a Thousand Words
«Land of A Thousand Words» es el segundo sencillo del segundo álbum de la banda de glam rock Scissor Sisters, Ta-Dah. La canción fue escrita por Jason Sellards y Scott Hoffman.

## Información de la canción
El sencillo fue puesto en la mayoría de las tiendas de descargas de Internet desde el 24 de octubre de 2006, y fue lanzado en CD el 4 de septiembre. La canción de tonos movidos, tiene una denotación en falsete, además de ser una de las canciones más emotivas del disco. El video de la canción fue dirigido por Brumby Boylston y Chris Dooley. Es un homenaje a las películas de James Bond.

## Lista de canciones
10" vinyl disco ilustrado cuadrado
1. «Land of a Thousand Words» – 3:50

 Reino Unido — CD single
1. «Land of a Thousand Words» – 3:50
2. «Land of a Thousand Words» (Junkie XL remix) – 5:17

—Sencillo en CD internacional
1. «Land of a Thousand Words» – 3:50
2. «Hair Baby» – 4:06
3. «Land of a Thousand Words» (Junkie XL remix) – 5:17
4. «Land of a Thousand Words» (video musical)

 Reino Unido — Descarga digital por iTunes
1. «Land of a Thousand Words» – 3:50
2. «Land of a Thousand Words» (Sébastien Tellier's Run to the Sun Mix) – 3:57

Remixes oficiales
1. «Land of a Thousand Words» (Junkie XL remix) – 6:54
2. «Land of a Thousand Words» (Junkie XL remix edit) – 5:16
3. «Land of a Thousand Words» (Sebastien Tellier's Run to the Sun Mix) – 3:54

## Posicionamiento en listas
| Lista (2006)                                | Máxima posición |
| ------------------------------------------- | --------------- |
| Alemania (Offizielle Deutsche Charts)       | 50              |
| Austria (Ö3 Austria Top 40)                 | 40              |
| Bélgica (Flandes) (Ultratip Bubbling Under) | 4               |
| Bélgica (Valonia) (Ultratip Bubbling Under) | 15              |
| Escocia (Scottish Singles Sales Chart)      | 9               |
| Irlanda (IRMA)                              | 44              |
| Italia (FIMI)                               | 18              |
| Países Bajos (Dutch Top 40 Tipparade)       | 5               |
| Noruega (VG-lista)                          | 18              |
| Países Bajos (Mega Single Top 100)          | 60              |
| Reino Unido (UK Singles Chart)              | 19              |
| República Checa (ČNS IFPI)                  | 55              |